# سرود ملی نیکاراگوئه
درود برتو، نیکاراگوئه! (به اسپانیایی: Salve a ti, Nicaragua) سرود ملی کشور نیکاراگوئه است. این سرود در ۲۰ اکتبر ۱۹۳۹ تأیید شد و در ۲۵ اکتبر ۱۹۷۱ رسمیت یافت. متن آن توسط سالومون ایبارا مایورگا نوشته شده و آهنگ آن ساخته لوئیس آ. دلگادیلو است.

## متن
| اسپانیایی | برگردان فارسی |
| --- | --- |
| ¡Salve a ti, Nicaragua! En tu suelo ya no ruge la voz del cañón, ni se tiñe con sangre de hermanos tu glorioso pendón bicolor. Brille hermosa la paz en tu cielo, nada empañe tu gloria inmortal, ¡que el trabajo es tu digno laurel y el honor es tu enseña triunfal! | درود بر تو باد، ای نیکاراگوئه! که بر زمین تو، دیگر غرش توپخانه شنیده نمی‌شود و خون برادران، بیرق دورنگ‌ات را لکه‌دار نمی‌سازد. باشد تا آشتی به زیبایی در آسمان تو بدرخشد و هیچ چیز، شکوه جاودانه‌ات را تیره و تار نگرداند چرا که کار، تاج افتخار توست و شرف، نماد ظفرمندانه‌ات! |

## تاریخچه
موسیقی سرود ملی نیکاراگوئه به سدهٔ هجدهم بازمی‌گردد، زمانی که راهب اسپانیایی، پدر ارنستو یا آنسلمو کاستینووه، آن را به‌عنوان سرودی مذهبی به کار گرفت، در دورانی که کشور بخشی از اسپانیا بود. در نخستین سال‌های استقلال، این موسیقی برای ادای احترام به قضات دیوان عالی کشور نیکاراگوئه، که در آن زمان عضوی از فدراسیون آمریکای مرکزی بود، استفاده می‌شد.: 7 (9) 
این سرود در دوره‌هایی از ناآرامی یا انقلاب سیاسی با سه سرود دیگر جایگزین شد، اما پس از سقوط آخرین انقلاب لیبرال، در ۲۳ آوریل ۱۹۱۸ دوباره برقرار گردید. دولت مسابقه‌ای عمومی برای سرودن شعر جدید سرود ملی برگزار کرد. در این اشعار تنها اجازهٔ اشاره به صلح و کار داده شده بود، چراکه کشور به‌تازگی جنگ داخلی را پشت سر گذاشته بود. از این‌رو، سرود ملی نیکاراگوئه یکی از معدود سرودهای ملی در آمریکای لاتین است که از صلح سخن می‌گوید، نه از جنگ.: 21 (23) 
دولت محافظه‌کار تازه‌روی‌کارآمده، که گرایش‌هایی اسپانیادوست داشت، به‌سرعت جایزهٔ نخست را به سالومون ایبارا مایورگا، آموزگار و شاعر نیکاراگوئه‌ای، اعطا کرد. این سرود جایگزین سرود جنگ‌طلبانه‌تری به نام «هرموسا سوبرانا» (زیبا و فرمانروا) شد؛ سرودی نظامی با مضامین ضد اسپانیایی که در کشوری با ریشه‌های عمیق اسپانیایی شرم‌آور تلقی می‌شد. بااین‌حال، «هرموسا سوبرانا» از سال ۱۹۲۷ تاکنون از سوی حزب لیبرال (اسپانیایی: Partido Liberal) به‌عنوان سرود حزبی به کار رفته‌است.